# 蘭格格山
47°21′29″N 12°55′16″E / 47.35806°N 12.92111°E

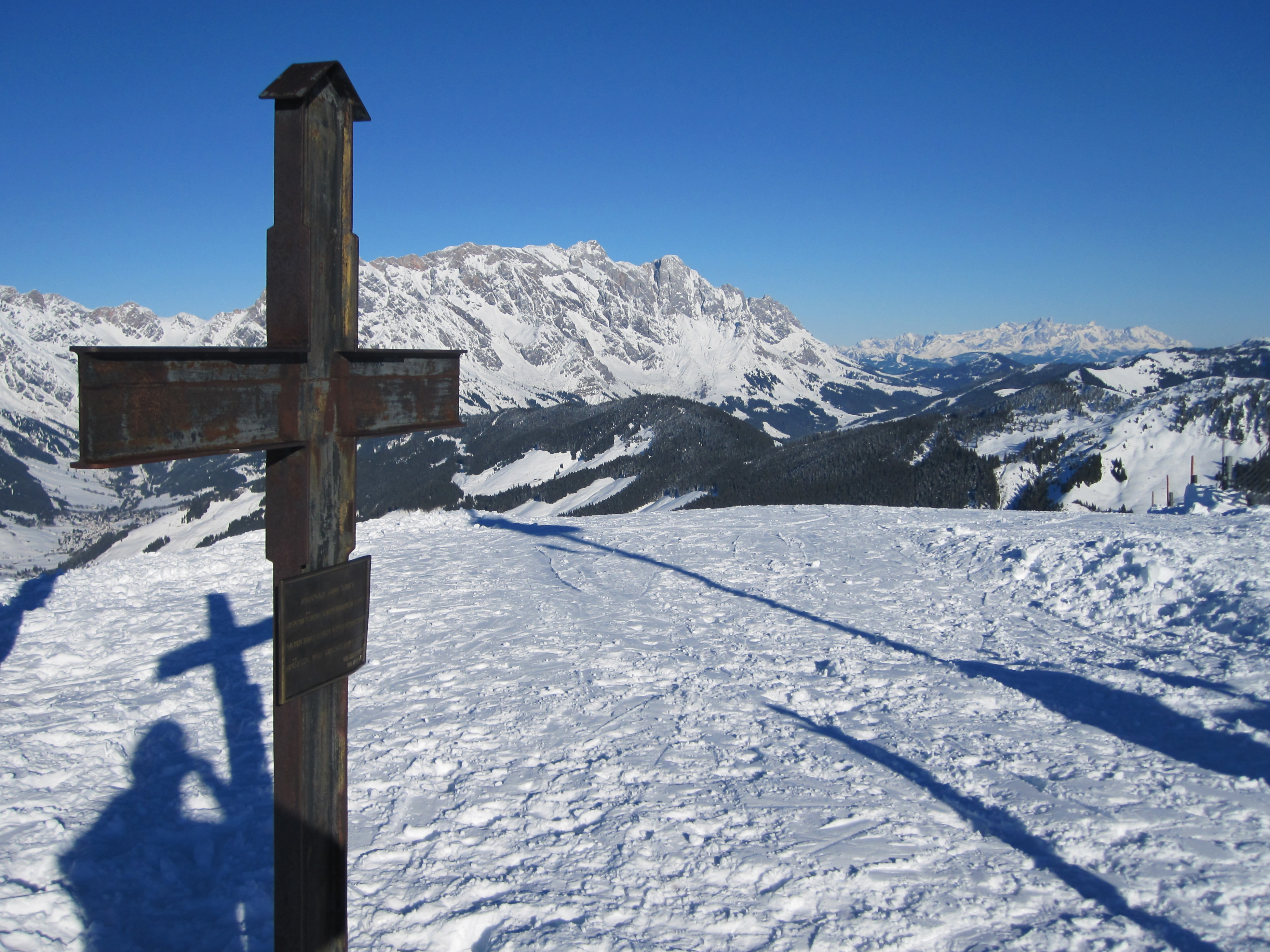

蘭格格山（德語：Langegg），是奧地利的山峰，位於該國中部，由薩爾茨堡州負責管轄，屬於迪恩特訥山的一部分，處於瑪麗亞阿爾姆以南，海拔高度1,899米。